# Martín Eguiguren
Martín José Eguiguren (ur. 15 stycznia 1941) – argentyński sztangista, olimpijczyk, reprezentant kraju na letnich igrzyskach olimpijskich w Tokio.
Podczas letnich igrzysk olimpijskich w Tokio (1964), startował w kategorii do 82,5 kg. Nie został sklasyfikowany, podnosząc w dwuboju zaledwie 110 kg.